# Albert Helbing
Albert Helbing (* 5. Mai 1837 in Oberacker; † 30. Dezember 1914 in Karlsruhe) war ein evangelischer Theologe sowie Prälat und später Präsident des Oberkirchenrats der Evangelischen Landeskirche in Baden.

## Leben und Beruf
Helbing wuchs in Oberacker und Eichstetten am Kaiserstuhl, ab 1852 in Freiburg im Breisgau auf, wo sein Vater jeweils evangelischer Gemeindepfarrer war. Seine Mutter verstarb bereits, als er drei Jahre alt war, doch heiratete sein Vater erneut. Im Alter von 12 Jahren besuchte er das Lyceum in Karlsruhe, später in Freiburg, wo er das Abitur ablegte. Ab 1855 studierte er Theologie in Heidelberg, später in Halle (Saale) und Tübingen. In den drei Universitätsstädten wurde er Mitglied der christlichen Studentenverbindungen Heidelberger-, Hallenser- und Tübinger Wingolf. Nach seinem ersten Examen war er ab 1860 am Heidelberger Predigerseminar und wurde badischer Pfarrerkandidat. Sein Vikariat absolvierte er in Karlsruhe. Ende der 1860er Jahre wurde er für mehrere Jahre zum Lehrer der von Großherzog Friedrich neu gegründeten Friedrichsschule Karlsruhe, eines humanistischen Gymnasiums, berufen, wo er zeitweise auch dem Vorstand angehörte. Neben Religion lehrte er dort Geschichte und Deutsch. Während seiner Lehrtätigkeit versah er auch mehrere Gottesdienste in der Hofkirche zu Karlsruhe. Dafür erhielt er 1874 den Titel „Titularhofprediger“.
Als 1877 Hofprediger Karl Wilhelm Doll Prälat der Landeskirche wurde, übertrug man Helbing die Stelle des Hofpredigers in Karlsruhe, er war gerade 40 Jahre alt geworden. Dieses Amt übte er 17 Jahre lang aus. Ab 1881 gehörte er auch der Landessynode an. 1882 wurde er nebenberuflich Vorsitzender des Landeskirchengesangvereins, der von Helbing mitbegründet wurde. Neben seinen pfarramtlichen Tätigkeiten war er auch als Religionslehrer tätig. Obwohl gesundheitlich angeschlagen, übernahm er 1894 die Dekanstelle des Stadtdekanats Karlsruhe, zu dem auch die Städte Bruchsal, Ettlingen, Rastatt, Gernsbach und Baden-Baden gehörten.
1900 wurde Helbing als Nachfolger des aus gesundheitlichen Gründen ausgeschiedenen Friedrich Wilhelm Schmidt zum Prälat der Evangelischen Landeskirche in Baden ernannt. Damit war er geistlicher Leiter der Landeskirche und gehörte neben dem Präsidenten des Oberkirchenrats, Friedrich Wielandt, zum Leitungsgremium der Landeskirche. Als Wieland 1903 sein Amt aufgab, schlug er Helbing zu seinem Nachfolger vor. Helbing wurde somit am 23. November 1903 vom Großherzog zum Präsidenten des Oberkirchenrats ernannt. Für einen Theologen war dies damals ungewöhnlich, zumal es mit dem Prälat einen weiteren Theologen in der Leitung der Landeskirche gab. Sein Nachfolger als Prälat wurde Friedrich Karl Oehler. Helbing blieb auch während seiner Amtszeit als Präsident des Oberkirchenrats Seelsorger der großherzoglichen Familie, obgleich dieses Amt sonst dem Prälat vorbehalten war. Anfang Dezember 1914 erlitt Helbing eine Gehirnlähmung und verstarb wenige Wochen später an den Folgen dieser Krankheit. Sein Nachfolger wurde Eduard Uibel, der sein Amt über das Jahr 1918 (Wegfall des landesherrlichen Kirchenregiments) hinaus innehatte.

## Genealogie
1862 heirateten Albert Helbing und Clara von Bruns († 1906 in Karlsruhe), Tochter eines Tübinger Chirurgen. Der Ehe entstammte Helene Helbing (1872–1959). Die Tochter und Otto Frommel heirateten im Jahr 1899. Sie waren die Eltern von Wolfgang Frommel und Gerhard Frommel.